# Biuro „C” MSW
Biuro „C” MSW – jednostka organizacyjna Ministerstwa Spraw Wewnętrznych Polskiej Rzeczypospolitej Ludowej, działająca jako samodzielny pion (pod różnymi nazwami) w latach 1955–1990, zajmująca się prowadzeniem ewidencji operacyjnej głównie na potrzeby Służby Bezpieczeństwa. Po reorganizacji z 1965 r. struktura na użytek zewnętrzny występowała jako Centralne Archiwum MSW (w związku z przejęciem zadań tej komórki, istniejącej w latach 1950–1965). Od 1980 r. biuro odpowiadało również za sprawy związane z zastosowaniem informatyki w resorcie.

## Pion ewidencji operacyjnej MBP i KdsBP
Na początku funkcjonowania Ministerstwa Bezpieczeństwa Publicznego sprawy kartotek należały do zakresu działania Departamentu II MBP utworzonego 1 kwietnia 1945 r. W tej jednostce ewidencję operacyjną UB obsługiwał Wydział I, natomiast w terenie zadania gromadzenia akt operacyjnych realizowane były w sekcjach I wydziałów II WUBP. Za zabezpieczenie materiałów archiwalnych odpowiadała Sekcja Archiwalna znajdująca się w Wydziale Ogólnym Departamentu II MBP. Po kilku latach, zgodnie z rozkazem organizacyjnym nr 042 ministra z 6 czerwca 1950 r., na bazie sekcji powstało Centralne Archiwum MBP jako samodzielna komórka ministerstwa.
Po zniesieniu MBP i powołaniu Komitetu do Spraw Bezpieczeństwa Publicznego dokonano wyodrębnienia ewidencji operacyjnej. Na mocy rozkazu organizacyjnego nr 019 przewodniczącego komitetu z 11 marca 1955 r. w miejsce Wydziału I Departamentu II MBP utworzono Departament X KdsBP (pozostałe sprawy pionu II przejął Departament IX KdsBP ds. techniki operacyjnej), a w województwach rozpoczęto organizowanie wydziałów X WUdsBP. W nowej strukturze organów bezpieczeństwa działalność Centralnego Archiwum MBP kontynuowało natomiast Archiwum KdsBP (przemianowanie jednostki nastąpiło na podstawie rozkazu organizacyjnego nr 013 przewodniczącego komitetu z 10 marca 1955 r.).

## Pion ewidencji operacyjnej MSW
W związku z likwidacją komitetu i przeniesieniem podległych mu komórek do Ministerstwa Spraw Wewnętrznych na mocy zarządzenia nr 00238 ministra z 29 listopada 1956 r. w składzie resortu znalazło się Centralne Archiwum MSW powstałe po przemianowaniu Archiwum KdsBP. Miejsce Departamentu X KdsBP zajęło natomiast Biuro Ewidencji Operacyjnej MSW, a jego jednostkami terenowymi stały się wydziały ewidencji operacyjnej komend wojewódzkich Milicji Obywatelskiej. Wkrótce na podstawie zarządzenia nr 04 ministra z 2 stycznia 1960 r. dokonano zmiany nazwy tego pionu. Od tej pory w centrali funkcjonowało Biuro „C” MSW, a w województwach wydziały „C” KW MO.
Kilka lat później doszło do połączenia jednostek w jedną strukturę. Na mocy zarządzenia organizacyjnego nr 098 ministra z 1 października 1965 r. Centralne Archiwum MSW zostało rozwiązane, a jego zadania przejęło Biuro „C” MSW. W konsekwencji wobec zintegrowanego pionu używano wymiennie obu nazw: w oficjalnej korespondencji komórka występowała jako Centralne Archiwum MSW (w terenie archiwa KW MO), natomiast na użytek wewnętrzny stosowano określenie Biuro „C” MSW (oraz wydziały „C” KW MO).
Kolejne lata były okresem rozwoju organizacyjnego biura, które stało się jedną z najbardziej rozbudowanych komórek w systemie organów bezpieczeństwa. Jednostka prowadziła ewidencję czynnej i wyeliminowanej sieci agenturalno-operacyjnej zarówno na rzecz SB i MO, jak również na potrzeby WSW, Zarządu II SG i Zwiadu WOP. W ostatniej dekadzie PRL Biuro „C” MSW przejęło większość spraw związanych z informatyzacją (z wyjątkiem obsługi Rządowego Centrum Informatycznego PESEL), gdy na mocy zarządzenia nr 016 ministra z 31 marca 1980 r. w składzie pionu znalazły się struktury rozwiązanego Biura Informatyki MSW (jako wydziały IX–XI).
W latach 80. w ministerstwie funkcjonowały następujące systemy komputerowe:
- ZSKO (Zintegrowany System Kartotek Operacyjnych)
- ESEZO (Elektroniczny System Ewidencji Zadań Operacyjnych na rzecz pionów III–VI)
- CROS (Centralny Rejestr Osób i Spraw)
- JODŁA (rejestracja internowanych w stanie wojennym)
- ESPIN (rejestracja spraw i osób na rzecz pionu II)
- EZOP IV (rejestracja duchownych i innych osób związanych z Kościołem)
- KADRA-MSW (rejestracja pracowników resortu)

Od listopada 1981 r. Biuro „C” MSW wchodziło w skład Służby Zabezpieczenia Operacyjnego. W terenie od połowy 1982 r. wydziały „C” w 23 mniejszych województwach (w Białej Podlaskiej, Chełmie, Ciechanowie, Gorzowie Wielkopolskim, Jeleniej Górze, Koninie, Krośnie, Lesznie, Łomży, Nowym Sączu, Ostrołęce, Pile, Piotrkowie Trybunalskim, Siedlcach, Sieradzu, Skierniewicach, Słupsku, Suwałkach, Tarnobrzegu, Tarnowie, Wałbrzychu, Włocławku i Zamościu) zredukowano do stanów etatowych sekcji i włączono do nowo utworzonych wydziałów zabezpieczenia operacyjnego KW MO (od sierpnia 1983 r. WUSW).
Pod koniec funkcjonowania SB w skład biura wchodziły następujące wydziały:
- Wydział I (statystyka i sprawozdawczość, korespondencja resortu, centralna kartoteka zagadnieniowa, kartoteka czynnej i wyeliminowanej sieci agenturalno-informacyjnej SB i MO)
- Wydział II (archiwum akt centrali MSW)
- Wydział III (centralna kartoteka ogólnoinformacyjna, rejestracja teczek ewidencji operacyjnej księży)
- Wydział IV (archiwum akt administracyjnych i personalnych resortu oraz akt wytworzonych przez instytucje II RP)
- Wydział V (obsługa Połączonego Systemu Ewidencji Danych o Przeciwniku)
- Wydział VI (kancelaria jawna i tajna, krajowa ewidencja przestępców, osób podejrzanych i zaginionych)
- Wydział VII (centralne biuro adresowe i centralna kartoteka kryminalna)
- Wydział VIII (sprawy administracyjno-gospodarcze)
- Wydział IX (opracowywanie projektów systemów informatycznych i oprogramowania, prowadzenie szkoleń)
- Wydział X (przenoszenie danych na komputerowe nośniki informacji, obsługa sprzętu komputerowego)
- Wydział XI (serwis techniczny urządzeń komputerowych)
- Wydział XIA (gospodarka sprzętem komputerowym)
- Wydział XII (koordynacja organizacji ochrony tajemnicy państwowej i służbowej)

Biuro „C” MSW zostało rozwiązane 31 lipca 1990 r. wraz z likwidacją Służby Bezpieczeństwa. W miejsce komórki z dniem 1 sierpnia 1990 r. ponownie utworzono trzy odrębne piony: Centralne Archiwum Ministerstwa Spraw Wewnętrznych, Biuro Ewidencji i Archiwum Urzędu Ochrony Państwa oraz Biuro Informatyki Komendy Głównej Policji.

## Kierownictwo
Dyrektorzy Centralnego Archiwum MBP / Archiwum KdsBP / Centralnego Archiwum MSW:
- kpt. Jadwiga Piasecka (1 października 1950 r. – 24 lutego 1951 r.)
- płk Zygmunt Okręt (25 lutego 1951 r. – 31 maja 1960 r.)
- ppłk Wacław Poterański (1 czerwca 1960 r. – 30 listopada 1965 r.)

Dyrektorzy Departamentu X KdsBP / Biura Ewidencji Operacyjnej MSW / Biura „C” MSW:
- płk Jan Zabawski (1 czerwca 1955 r. – 17 grudnia 1979 r.)
- płk Kazimierz Piotrowski (17 grudnia 1979 r. – 31 lipca 1990 r.)